# Франсіско Вегас Семінаріо
Франсі́ско Ве́гас Семіна́ріо (ісп. Francisco Vegas Seminario; *25 вересня 1899, П'юра, Перу — †14 січня 1988, Ліма, Перу) — перуанський письменник, журналіст і дипломат.

## З життєпису
Син Франсіско Вегаса Елери та Лусіли Семінаріо, двоюрідний брат письменників Рікардо та Рафаеля Вегаса Гарсії.
Навчався в коледжі Сан-Мігель-де-П'юра, а пізніше поїхав до Ліми, де вступив на факультет природничих наук Університету Майор де Сан-Маркос. 
Отримав спеціальність стоматолога і повернувся до рідного міста, але незабаром залишив свою професію і присвятив себе журналістиці, письменству та вчителюванню. 
У 1932 році він вступив на дипломатичну службу, був призначений віце-консулом у Севільї. Він також обіймав консульські посади в Бремені, Берліні та Марселі. 
У 1942 році французький уряд Віші передав його німцям, які ув'язнили його як військовополоненого в німецькому замку. Після звільнення в 1944 році він послідовно служив у місіях Перу в Женеві та Парижі. 
Повернувся до Ліми в 1949 році, щоб знову бути призначеним на дипломатичну службу у Венесуелі, Чилі та Коста-Риці. 
Вийшовши на пенсію, йому було доручено керівництво Дипломатичною академією Перу. Вільний час він присвячував малюванню.
Франсіско Вегас Семінаріо помер у Лімі і був похований на Британському кладовищі.
Був одружений з німкенею Міллі Морманн, яка померла до нього, як і його син Хорхе. Його дочка Кармен Вегас де Стюард жила в П'юрі.

## З доробку
Франсіско Вегас Семінаріо писав оповідання та романи в традиційному стилі, з сатиричними та костумбристськими елементами, переважно з персонажами та оточенням з П'юри.